# Strong (Schiff, 1942)
Die Strong (DD-467) war ein Zerstörer der United States Navy. Das Schiff gehörte zur Fletcher-Klasse und war der zweite Zerstörer dieser Klasse, der im Zweiten Weltkrieg versenkt wurde.

## Namensgeber
Rear Admiral James Hooker Strong (26. April 1814 – 28. November 1882) war Offizier der US Marine, der im Amerikanischen Bürgerkrieg an der Schlacht in der Mobile Bay auf Seiten der Union teilnahm.

## Technik

### Rumpf und Antrieb
Der Rumpf der Strong war 114,7 m lang und 12,2 m breit. Der Tiefgang betrug 5,4 m, die Verdrängung 2.100 Tonnen. Der Antrieb des Schiffs erfolgte durch zwei Dampfturbinen von General Electric, der Dampf wurde in vier Kesseln von Babcock & Wilcox erzeugt. Die Leistung betrug 60.000 Wellen-PS, die Höchstgeschwindigkeit lag bei 35 Knoten.

### Bewaffnung und Elektronik
Hauptbewaffnung der Strong  waren bei Indienststellung ihre fünf 5-Zoll/127-mm-Mark-30-Einzeltürme. Dazu kamen diverse Flugabwehrkanonen.
Die Strong war mit Radar ausgerüstet. Am Mast über der Brücke waren ein SG- und ein SC-Radar montiert, mit denen Flugzeuge auf Entfernungen zwischen 15 und 30 Seemeilen und Schiffe in Entfernungen zwischen 10 und 22 Seemeilen geortet werden konnten.

## Geschichte
Die Strong wurde am 30. April 1941 bei Bath Iron Works auf Kiel gelegt. Am 17. Mai 1942 lief das Schiff vom Stapel. Taufpatin war Mrs. Hobart Olsen. Der Zerstörer wurde am 7. August 1942 unter dem Kommando von Commander Joseph H. Wellings in Dienst gestellt.

### 1942
Nach ihrer Erprobungsfahrt eskortierte die Strong einen Konvoi nach San Juan auf Puerto Rico. Am 27. Oktober kehrte sie nach Norfolk, Virginia zurück, um zwei Tage später nach New York auszulaufen. Die Strong eskortierte ab 13. November den Geleitzug UGS-2 nach Nordafrika. Sie erreichte Casablanca am 29. November und kehrte mit dem Konvoi GUF-2 nach New York zurück. Am 26. Dezember lief der Zerstörer in Norfolk ein und verließ den Stützpunkt am 27. Dezember mit Ziel Pazifik.

### 1943
Die Strong erreichte Nouméa am 27. Januar 1943.  Bis zum 5. Februar wurde eskortierte der Zerstörer Geleitzüge nach Espiritu Santo, Neue Hebriden. Von dort fuhr sie zu den Salomonen und patrouillierte bis zum 13. Februar vor Guadalcanal. Anschließend stieß sie zur Task Force (TF) 67, die aus vier Kreuzern und Zerstörern als Schutz bestand. TF 67 operierte im März in den Gewässern der Salomonen. Am 14. März wurden Strong, Nicholas, Radford und Taylor zur Beschießung von japanischen Einrichtungen auf Kolombangara.
Der Verband führte im April wieder Patrouillen in den Salomonen durch. Am Morgen des 5. April wurde ein Kontakt mit Radar erfasst. Die Strong beleuchtete das Ziel, das als japanisches U-Boot identifiziert wurde, mit dem Suchscheinwerfer. Die mitfahrende O’Bannon lief an, um das U-Boot zu rammen, brach den Anlauf aber ab und beide Zerstörer eröffneten das Feuer. Strong erzielte mindestens drei Treffer mit ihren fünf Geschützen. Das U-Boot RO-34 sank übers Heck und wurde mit Wasserbomben versenkt.
Strong begleitete zusammen mit den anderen Einheiten der TF 18 drei zu Minenlegern umgebaute Zerstörer (DDM) zur Blackett Strait zwischen Kolombangara und Arundel. In den frühen Morgenstunden des 7. Mai verminten sie das Seegebiet. Am nächsten Morgen liefen vier japanische Zerstörer in das Minenfeld. Ein Zerstörer sank, zwei weitere wurden beschädigt und am Nachmittag von Flugzeugen versenkt, der vierte Zerstörer konnte schwer beschädigt den Rückweg antreten. In der Nacht vom 12. auf den 13. Mai beschossen die Schiffe der TF 18 Kolombangara sowie Enogai Inlet und Rice Anchorage auf New Georgia. Anschließend übernahm die Strong Patrouillen- und Geleitdienste vor Guadalcanal. Am Nachmittag des 16. Juni befand sich der Zerstörer zwischen Guadalcanal und Tulagi, als 15 japanische Sturzkampfflugzeuge die amerikanische Schiffe angriffen. Zwischen 14:14 Uhr und 14:21 Uhr schoss Strong drei Angreifer ab.
Am Morgen des 5. Juli landete amerikanische Truppen bei Rice Anchorage. Strong und die TF 18 unterstützten die Landungen durch den Einsatz ihrer Artillerie gegen Vila-Stanmore, Enogai und Bairoko Harbor. Zusammen mit Nicholas lief Strong als Vorhut in Bairoko Harbor ein und beschoss den Hafen von 00:30 Uhr bis 00:40 Uhr. Gegen 00:49 Uhr sichtete der Artillerieoffizier der Strong die Blasenspur eines Torpedos, der den Zerstörer auf der Backbordseite des Hecks traf. Chevalier rammte absichtlich den Bug des Schwesterschiffes und warf Netze und Leinen zum beschädigten Schiff über. In sieben Minuten wurden 241 Mann der Strong übernommen. Japanische Geschütze am Strand von Enogai eröffneten das Feuer mit Sprenggranaten auf die Schiffe. O’Bannon begann die Geschützstellungen, die Treffer auf der Strong erzielten, zu beschießen. Chevalier musste die Rettung abbrechen. Strong bekam 40° bis 60° Schlagseite nach Steuerbord und brach auseinander. Beim Sinken explodierten mehrere Wasserbomben, die unter den im Wasser befindlichen Überlebenden weitere Verluste verursachten. 46 Mann der Besatzung verloren beim Untergang des Zerstörers ihr Leben. Am 15. Juli 1943 wurde die Strong aus der Flottenliste gestrichen.
Der Torpedo, der die Strong versenkte, stammte aus einer Salve, die von vier japanischen Zerstörern, geführt von der Niizuki, aus einer Entfernung von 11 Seemeilen (rund 20 km) geschossen wurde. Es wird angenommen, dass dies einer der entferntesten Torpedotreffer des ganzen Zweiten Weltkriegs war und vermutlich zufällig zustande kam, denn während der Laufzeit der Torpedos führte die Strong drei Kurswechsel durch.
Einer Petition der Überlebenden der Strong, ein neues Schiff mit dem Namen Strong und der gleichen Besatzung in Dienst zu stellen, wurde insoweit entsprochen, dass 1944 ein Zerstörer mit dem gleichen Namen, aber einer anderen Besatzung in Dienst gestellt wurde.

## Wrack
Das Wrack wurde am 6. Februar 2019 vom Forschungsschiff Petrel im Kula-Golf auf einer Tiefe von 300 Metern entdeckt.

## Auszeichnungen
Strong erhielt zwei Battle Stars.